# هاف-لايف: بلو شيفت
هاف-لايف: بلو شيفت (بالإنجليزية: Half-Life: Blue Shift)‏ هي حزمة توسعية للُّعبة التصويب من منظور الشخص الأول هاف-لايف. اللُّعبة من تطوير غيربوكس سوفتوير، وفالف، ونشر سييرا إنترتينمنت. اللُّعبة هي الحزمة التوسعية الثانية للُّعبة هاف-لايف. كانت اللُّعبة في البداية ستصدر على جهاز دريم كاست ولكن في النهاية تم إصدارها على مايكروسوفت ويندوز كَلُعبة مستقلة في 12 يونيو 2001. تم إصداره اللُّعبة على ستيم في 24 أغسطس 2005.
مثل الحزمة التوسعية السابقة هاف-لايف: أوبوزينغ فورس، تدور أحداث اللُّعبة في اماكن وأحداث هاف-لايف ولكن ببطل أخر. يتحكم اللاعبون في حارس الأمن بارني كالهون الذي يعمل في مركز بلاك ميسا للأبحاث وهو يحاول الهروب من غزو الكائنات الفضائية.
تلقت اللُّعبة آراء مختلفة. انتقد العديد من المُراجعين قصر القصَّة ونقص المُحتوى الجديد، وأشاد بعضهم بالرسومات الجديدة.

## أُسلوب اللعب

لقطة شاشة من داخل لُعبة هاف-لايف: بلو شيفت، تظهر بطل اللُّعبة بارني كالهون، والدكتور روزنبرغ.

بلو شيفت هي لُعبة تصويب من منظور شخص أول. لا تختلف طريقة اللعب بشكل كبير عن لُعبة هاف-لايف. يجب عَلَى اللاعبين التنقل في مستويات اللُّعبة ومحاربة الشخصيات المعادية الغير قابلة للعب وحل مجموعة متنوعة من الألغاز للتقدم. تُواصل اللُّعبة أساليب هاف-لايف في سرد القصَّة. يرى اللاعب كُلَ شيء من خلال منظور البطل ويظل متحكمًا به في كُل أجزاء اللُّعبة تقريبًا. تتم نقل أحداث القصَّة من خلال استخدام التسلسلات النصية بدلاً من المشاهد المقطوعة. التقدم في عالم اللُّعبة مُستمر على الرغم من أن اللُّعبة مقسمة إلى فصول، فإن التوقفات المهمة الوحيدة هي عِندما تحتاج اللُّعبة إِلى تحميل الجزء التالي من البيئة.
يقاتل اللاعب بمفرده، ولكن يتم مساعدته أحيانًا من قبل شخصيات غير قابلة للعب. مثل حراس الأمن، والعلماء، يُساعدون أحيانًا اللاعب في الوصول إِلى مناطق جديدة ونقل المعلومات. تتضمن اللُّعبة أيضًا قسمًا كبيرًا مخصصًا للحفاظ على الشخصية الرئيسية في القصَّة في مأمن من الشخصيات العدوة، ومرافقته إلى مكان محدد. تملأ اللُّعبة مجموعة متنوعة من وحوش هاف-لايف، بما في ذلك المخلوقات الغريبة مثل هيدكراب وفورتيجاونتس. كما يواجه اللاعب خصومًا بشريين من قوات مشاة البحرية الأمريكية الذين تم إرسالهم للقضاء عَلَى التهديد وقتل أي شهود. لا تشرح اللُّعبة تفاصيل قصَّة الحزمة السابقة أوبوزينغ فورس ولا تظهر أي شخصيات، أو أسلحة من اللُّعبة السابقة. بدلاً من ذلك يتم منح اللاعب مجموعة محدودة من أسلحة هاف-لايف الأصلية.

## مُوجز اللُّعبة

### خلفية عن القصَّة
تقع أحداث لُعبة بلو شيفت في نفس الموقع والإطار الزمني للُّعبة هاف-لايف. تدور أحداث هاف-لايف في مختبر يسمى مركز بلاك ميسا للأبحاث، الواقع في صحراء نائية في نيو مكسيكو. في هاف-لايف، يتحكم اللاعب بغوردون فريمان، وهو عالم مُتورط في حادث فتح بوابة مُتعددة الأبعاد لعالم يسمى زن، مما يسمح للمخلوقات الغريبة من هذا العالم بمهاجمة المركز. يوجه اللاعب فريمان في محاولة للهروب من المركز وإغلاق البوابة، وفي النهاية يُسافر إلى زن للقيام بذلك. مثل الحزمة التوسعية السابقة، تدور أحداث اللُّعبة في اماكن وأحداث هاف-لايف ولكن من منظور بطل أخر. يتحكم اللاعب في بارني كالهون، حارس أمن يعمل بالقرب من المختبرات التي وقعت بها الحادث. كالهون مسؤول عن الحفاظ على المُعدات، والمواد، وخدمة مُوظفي المركز. بعد أن حول الحادث بلاك ميسا إلى منطقة حرب، يجب على كالهون التعاون مع الدكتور روزنبرغ، وهو عالم رفيع المستوى مُشارك في التجربة لإخلاء المركز.

### القصَّة
تبدأ بلو شيفت بطريقة مُشابهة لهاف-لايف، حيث يركب بارني كالهون بطل القصَّة قطارًا عبر مركز بلاك سيما للوصول إلى مكان عمله. بعد الإبلاغ عن عُطل، توجيه كالهون للمساعدة في صيانة المصعد المعطل. مع انتهاء كالهون من الإصلاحات، تحدث تجربة فريمان وتُؤدي إِلى "سلسلة زن"، مما يتسبب في أضرار جسيمة في المركز ونقل مخلوقات فضائية إلى القاعدة. تضرر المصعد بشدة مما أدى إِلى سقوط كالهون في أعماق بلاك ميسا.
يستعيد كالهون وعيه في القاع ويبدأ في شق طريقه إِلى السطح للهروب. علم كالهون أن الدكتور روزنبرغ وزملائه يخططون للهروب من المركز باستخدام تقنية النقل الآني. بعد تحرير روزنبرغ من أسر مُشاة البحرية الأمريكية التي تم إرسالها لإسكات المركز، يرافقه كالهون إلى نموذج أولي لمختبر النقل الآني الذي تم إيقاف تشغيله، حيث تجمع بالفعل العديد من موظفي بلاك ميسا. ثم قام روزنبرغ بنقل كالهون إلى عالم زن الحدودي لمعايرة مُعدات البحث اللازمة لتحديد وجهة النقل الآني خارج بلاك ميسا. عند عودته، أخبر روزنبرغ كالهون أن طاقة بطارية الناقل الآني قد فرعة، ثم تم إرساله للحصول على بطارية طاقة جديدة.
يُسافر كالهون إِلى مُولدات الطاقة على مُستوى أدنى للعثور على بطارية طاقة جديدة بينما تشتد المعارك بين قُوات البحرية وقُوات زن. بعد عودته ببطارية طاقة جديدة، يُساعد كالهون روزنبرغ في إخلاء عدد قليل من الأفراد الناجين من خلال الناقل الآني. كالهون هو آخر من دخل البوابة، وأثناء قيامه بالدخول، دخلت قُوات البحرية المختبر وأطلقوا النار عليه، مما تسبب في انفجار الناقل الآني. يدخل كالهون بعد ذلك في "ارتداد توافقي"، مما جعله ينتقل سريعًا إلى مجموعة مُتنوعة من المواقع في زن، وبلاك سيما. في أحد المواقع، شاهد القبض على فريمان من قبل قوات البحرية في منتصف قصَّة هاف-لايف. يستقر في النهاية في مُوقع النقل الفضائي المقصود مع روزنبرغ في ضواحي بلاك سيما، حيث يهربون بعد ذلك من المركز في شركة إس يو في.

## التطوير
تم الإعلان عن اللُّعبة في الربع الثاني من عام 2000 كجزء من جهاز دريم كاست القادم لهاف-لايف. تم تطوير اللُّعبة من شركة غيربوكس سوفتوير، التي قامت أيضًا بتطوير أول توسعة للُّعبة هاف-لايف: أوبوزينغ فورس. اللُّعبة كانت تحمل اسم هاف-لايف: غوارد ديوتي، لكن أعلنت شركة النشر عن الاسم جديد هاف-لايف: بلو شيفت في 30 أغسطس 2000. وكما هو الحال مع التوسعة السابقة، فإن لاسم اللُّعبة معنى مزدوج، يشير إلى كل من ظاهرة ضوء النور الأزرق واسم تحول بارني. تضمن اللُّعبة على جهاز دريم كاست نماذج ودقة تفاصيل أعلى، وكان ذلك ضعف عدد التفاضيل في النسخة الأصلية هاف-لايف.

## وصلات خارجية
- الموقع الرسمي لغيربوكس سوفتوير